# 2001년 영국 총선
2001년 영국 총선은 2001년 6월 7일에 영국 하원의 659석을 선출하기 위해 실시된 선거이다. 원래 5월 3일에 열릴 것으로 예상되었으나 4월 2일에 영국 정부가 같은 해 2월부터 영국에서 일어난 구제역 확산의 여파로 인하여 연기하기로 결정했다.
선거 전 노동당의 토니 블레어 내각은 경제 호황과 균형적인 복지 정책으로 높은 인기를 누리고 있었다. 반대로 지난 1997년 총선 이후 사퇴한 존 메이저의 후임을 이어 보수당의 대표가 된 윌리엄 헤이그는 리더쉽의 부재로 인해 당내에서 지지를 받지 못하고 있었다.
선거 결과, 노동당은 413석을 차지해 단 5석만 줄어드는 압승을 거두었다. 선거 후 매스컴은 이 선거를 '조용한 압승'이라 평한 후 투표율이 59.4%에 불과한 점을 들어 유권자의 정치적 무관심이 커졌다고 보도하였다. 보수당은 1석만을 추가해 166석을 얻는데 그쳤다. 선거 후 윌리엄 헤이그는 곧바로 대표직에서 사퇴해 보수당 대표로서 오스틴 체임벌린 이후 처음으로 총리가 되지 못하였다. 반대로 자유민주당의 찰스 케네디는 이전 대표인 패디 애시다운이 거둔 46석보다 6석이 더 높은 의석을 차지했으며, 자유민주당이 전후 최대 의석을 확보하게 되었다. 기타 정당에 경우 SNP는 기존 6석에서 5석으로 줄어들었다. 북아일랜드의 경우, 지난 선거에서 다수당을 차지해 온 얼스터 통합당이 4석이 줄어들고 반대로 민주연합당과 신페인이 얼스터 통합당의 의석을 차지하게 되었다.

## 여론조사

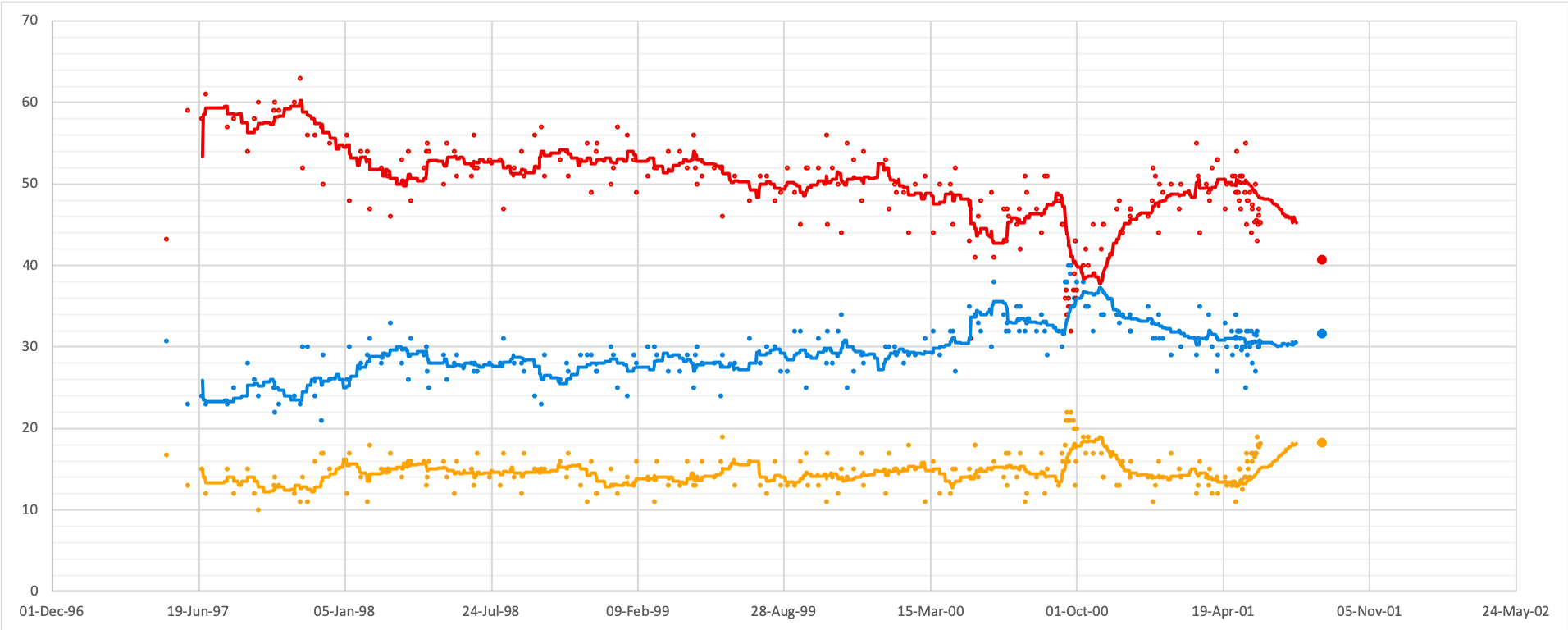
노동당
보수당
자유민주당

## 선거 결과
| 413    | 166    | 52     | 28   |
| 노동당 | 보수당 | 자민당 | 기타 |

2001년 영국 총선 결과
(2001년 6월 7일)
|           |                        |            |       |       |        |     |
| 정당      | 정당                   | 득표수     | %     | +/−   | 의석수 | +/− |
|           | 노동당                 | 10,724,953 | 40.71 | −2.54 | 413    | −5  |
|           | 보수당                 | 8,357,615  | 31.72 | +1.00 | 166    | +1  |
|           | 자유민주당             | 4,814,321  | 18.27 | +1.50 | 52     | +6  |
|           | 스코틀랜드 국민당      | 464,314    | 1.76  | −0.23 | 5      | −1  |
|           | 영국 독립당            | 390,563    | 1.48  | +1.14 | 0      | 0   |
|           | 얼스터 연합당          | 216,839    | 0.82  | −0.01 | 6      | −4  |
|           | 플라이드 컴리          | 195,893    | 0.74  | +0.22 | 4      | 0   |
|           | 민주연합당             | 181,999    | 0.69  | +0.35 | 5      | +3  |
|           | 신 페인                | 175,933    | 0.67  | +0.26 | 4      | +2  |
|           | 사회민주노동당         | 169,865    | 0.64  | +0.03 | 3      | 0   |
|           | 잉글랜드 웨일스 녹색당 | 166,477    | 0.63  | +0.43 | 0      | 0   |
|           | 기타                   | 487,510    | 1.85  | −2.18 | 0      | –   |
|           |                        |            |       |       |        |     |
| 유효      | 유효                   | 26,346,282 | 99.92 |       |        |     |
| 기권/무효 | 기권/무효              | 21,101     | 0.08  |       |        |     |
| 합계      | 합계                   | 26,367,383 | 100   | 0     | 659    | 0   |